# Cellokonzert (Mjaskowski)
Das Violoncellokonzert c-moll, Opus 66 von Nikolai Jakowlewitsch Mjaskowski entstand in den Jahren 1944/1945 und zählt zu den wenigen Werken des Komponisten, die öfter im Konzert oder auf Aufnahmen zu finden sind.
Das Konzert besteht aus zwei Sätzen, der erste ist bezeichnet als Lento ma non troppo – Andante – Tempo I, der zweite als Allegro vivace – Piu marcato – Meno mosso – Tempo I. Die Gesamtdauer des Konzertes beträgt ca. 25 Minuten. Das Stück zählt zum Spätwerk des Komponisten, in den Melodien finden sich russische Volkslieder wieder.